# Arawhata (fleuve)
Le fleuve Arawhata  (anglais : Arawhata River, souvent épelée en dialecte maori des Ngai Tahu anglais : Arawata River) est situé dans le district de Westland, dans la région de la West Coast de l’île du Sud de la Nouvelle-Zélande.

## Géographie
La rivière a sa source dans les limites du parc national du mont Aspiring. Elle draine le côté ouest des Alpes du Sud et se dirige vers le nord sur 60 km, se déversant dans la baie Jackson. Un petit lac, le lac Ellery, se draine dans la rivière près de son embouchure[pas clair], via un court affluent, la rivière Jackson.
Un accès est possible vers le haut de la rivière en jetboat (en). L’accès vers les glaciers, les forêts et les terrains plats du cours supérieur de la vallée est restreint par les formidables «Ten Hour Gorge». Les boues glaciaires de la rivière donnent une coloration verte à gris opalescente à l’eau. La partie inférieure de la vallée est pâturée par le bétail des fermes locales avec une licence. La majorité des terrains sont du domaine public et administrés par le New Zealand Department of Conservation ou Doc
Du fait de l’importance des chutes d’eau pluviale sur le côté ouest des Alpes du Sud, le niveau de la rivière peut monter très rapidement.